# هيربي فيليبس
هيربي فيليبس (بالإنجليزية: Herbie Phillips)‏ هو ملحن وعازف جاز أمريكي، ولد في 20 أبريل 1935 في لنكن في الولايات المتحدة، وتوفي في 13 سبتمبر 1995 في وادي لاس فيغاس في الولايات المتحدة.